# 三岔口 (电影)
《三岔口》是2005年香港警匪電影，由陈木胜执导，李忠志任動作設計，郭富城、吳彥祖、鄭伊健领衔主演的一部動作片。

## 故事大綱
一個被押解回港的洗黑錢份子甫下機便遭殺害，行兇的職業殺手曲 (吳彥祖飾)逃去無蹤。買兇殺人的洗錢集團主腦饒天頌 (羅嘉良飾)眼看被凍結的資產即將解封，可是，其獨生子饒夏 (阮民安飾)卻神秘被擄失蹤。
負責解犯的警員孫 (郭富城飾)所愛的女友素芳十年前人間蒸發，在調查過程中，他發現Amy (李心潔飾)跟素芳竟然長得頗相似，而Amy卻是洗錢集團首腦所聘用的律師杜厚生 (鄭伊健飾)的妻子。
曲雖完成任務，卻不由自主地對案件產生好奇，而且還愛上了自己的代理人。警員孫、殺手曲及律師杜在危機中互不知道對方底細，三岔口上，各自步步為營，亦敵亦友。

## 主要演員
| 演員   | 角色               |
| 郭富城 | 孫兆仁             |
| 吳彥祖 | 阿曲               |
| 鄭伊健 | 杜厚生             |
| 林海峰 | 細朱               |
| 于榮光 | 莫海鷹             |
| 羅嘉良 | 饒天頌             |
| 李心潔 | 素芳／Amy          |
| 寧 靜  | 定                 |
| 曾志偉 | 才叔               |
| 李璨琛 | 梁德               |
| 劉兆銘 | 詹柏達             |
| 林 雪  | 牟偉彬             |
| 阮民安 | 饒夏               |
| 彭敬慈 | 蘇富安             |
| 黃德斌 | O記探員            |
| 梁俊一 | O記探員            |
| 何華超 | 督察               |
| 李天翔 | 孫兆仁同事（探員） |
| 梁皓楷 | 饒天頌保鏢         |

## 拍攝場地
- 屯門前青麟路政府宿舍、前警察偵緝訓練學校、香港科學園、香港國際機場，及民航處機場辦公室。

## 主題歌曲
〈三岔口〉
- 粵語版及國語版
- 作曲：褚鎮東
- 編曲：褚鎮東
- 作詞：小美
- 主唱：郭富城

## 獎項提名
| 頒獎典禮               | 獎項             | 名字   | 結果 |
| ---------------------- | ---------------- | ------ | ---- |
| 第42屆金馬獎           | 最佳男主角       | 郭富城 | 獲獎 |
| 第42屆金馬獎           | 最佳攝影         | 潘耀明 | 獲獎 |
| 第42屆金馬獎           | 最佳剪輯         | 邱志偉 | 獲獎 |
| 第42屆金馬獎           | 最佳原創電影音樂 | 褚鎮東 | 提名 |
| 第25屆香港電影金像獎   | 最佳男主角       | 郭富城 | 提名 |
| 第25屆香港電影金像獎   | 最佳剪接         | 邱志偉 | 獲獎 |
| 第25屆香港電影金像獎   | 最佳動作設計     | 李忠志 | 提名 |
| 第11屆香港電影金紫荊獎 | 最佳導演         | 陳木勝 | 提名 |
| 第11屆香港電影金紫荊獎 | 最佳編劇         | 岸西   | 提名 |
| 第8屆中國長春電影節    | 最佳男主角       | 郭富城 | 獲獎 |

## 外部連結
- 開眼電影網上《三岔口》的資料（繁體中文）
- 豆瓣电影上《三岔口》的資料 （简体中文）
- 时光网上《三岔口》的資料（简体中文）
- AllMovie上《三岔口》的资料（英文）
- 爛番茄上《三岔口》的資料（英文）
- 香港影庫上《三岔口》的資料（繁體中文）
- 互联网电影数据库（IMDb）上《三岔口》的资料（英文）